# Hydropsyche borealis
Hydropsyche borealis är en nattsländeart som beskrevs av Martynov 1926. Hydropsyche borealis ingår i släktet Hydropsyche och familjen ryssjenattsländor. Inga underarter finns listade i Catalogue of Life.